# Brodar
Pour les articles ayant des titres homophones, voir Brodard.
Brodar (en serbe cyrillique : Бродар) est un village de Bosnie-Herzégovine. Il est situé dans la municipalité de Višegrad et dans la république serbe de Bosnie. Selon les premiers résultats du recensement bosnien de 2013, il ne compte plus aucun habitant.

## Géographie
Brodar est situé sur la rive gauche de la Drina, à la hauteur de son confluent avec le Lim.

## Démographie

### Répartition de la population (1991)
En 1991, le village comptait 52 habitants, tous Musulmans (Bosniaques).